# NGC 5230
NGC 5230 é uma galáxia espiral barrada (SBc) localizada na direcção da constelação de Virgo. Possui uma declinação de +13° 40' 31" e uma ascensão recta de 13 horas, 35 minutos e 32,1 segundos.
A galáxia NGC 5230 foi descoberta em 12 de Abril de 1784 por William Herschel.